# Roberto Brown
Pour les articles homonymes, voir Brown.
Roberto Brown, né le 15 juillet en 1977 à Panama, au Panama, est un ancien footballeur international panaméen évoluant au poste d'attaquant.

## Biographie
Il a commencé sa carrière professionnelle en 1996 avec le Alianza FC club de première division panaméenne. En 1997, il a joué avec le CS Cartagines club de première division costaricaine. En 1998 il a joué avec le Real España club de première division hondurienne. En 1999 il a joué avec le Club Deportivo FAS club de première division salvadorienne. En 2000 il retourne avec le Alianza FC club de première division panaméenne. En 2001 il a joué avec le Sporting '89 club de première division panaméenne. En 2001 il a joué avec le San Francisco FC club de première division panaméenne. De 2002 à 2004 il a joué avec le FC Sheriff Tiraspol club de première division moldave. En 2004 et en 2005 il a joué avec le SV Austria Salzbourg club de première division autrichienne. En 2005 et en 2006 il a joué avec le Peñarol club de première division uruguayenne. En 2006 et en 2007 il a joué avec le Tacuarembó FC club de première division uruguayenne. En 2007 il a joué avec le Colorado Rapids dans la Major League Soccer. Et le 30 juillet 2007 il a signé un contrat avec l'Impact de Montréal.
De 2000 à 2011, il a joué 60 matchs avec l'équipe nationale du Panama (20 buts).

## Statistiques en carrière
| Club                 | année | pj | pd | MIN | B  | P  | PTS | C  | E  |
| -------------------- | ----- | -- | -- | --- | -- | -- | --- | -- | -- |
| Alianza FC           | 1996  | -- | -- | --  | -- | -- | --  | -- | -- |
| CS Cartagines        | 1997  | -- | -- | --  | -- | -- | --  | -- | -- |
| Real España          | 1998  | -- | -- | --  | -- | -- | --  | -- | -- |
| Club Deportivo FAS   | 1999  | -- | -- | --  | -- | -- | --  | -- | -- |
| Alianza FC           | 2000  | -- | -- | --  | -- | -- | --  | -- | -- |
| Sporting '89         | 2001  | -- | -- | --  | -- | -- | --  | -- | -- |
| San Francisco FC     | 2001  | -- | -- | --  | -- | -- | --  | -- | -- |
| FC Sheriff Tiraspol  | 2002  | -- | -- | --  | -- | -- | --  | -- | -- |
| FC Sheriff Tiraspol  | 2003  | -- | -- | --  | -- | -- | --  | -- | -- |
| SV Austria Salzbourg | 2004  | -- | -- | --  | -- | -- | --  | -- | -- |
| Peñarol              | 2005  | -- | -- | --  | -- | -- | --  | -- | -- |
| Tacuarembó FC        | 2006  | -- | -- | --  | -- | -- | --  | -- | -- |
| Colorado Rapids      | 2007  | 13 | 8  | 696 | 3  | -- | 6   | -- | -- |
| Montréal             | 2007  | 3  | 0  | 60  | 0  | 1  | 1   | 0  | 0  |
| Total Impact         | ----- | -- | -- | --  | -- | -- | --  | -- | -- |
| Total USL            | ----- | -- | -- | --  | -- | -- | --  | -- | -- |
| Total carrière       | ----- | 16 | 8  | 756 | 3  | 1  | 7   | 0  | 0  |